# Grzegorz (Tatsis)
Grzegorz, imię świeckie George Tatsis (ur. 7 grudnia 1958 w Charlotte) – amerykański duchowny prawosławny pochodzenia greckiego w jurysdykcji Patriarchatu Konstantynopola, od 2012 biskup Karpato-Rusińskiej Diecezji Ameryki ze stolicą tytularną Nyssy.

## Życiorys
4 listopada 2006 przyjął święcenia diakonatu, a 28 stycznia 2007 prezbiteratu. 27 listopada 2012 otrzymał chirotonię biskupią.
W czerwcu 2016 r. uczestniczył w Soborze Wszechprawosławnym na Krecie.